# Campionato Italiano Rally 2011
Il campionato italiano rally (C.I.R), nel 2011 comprende 8 gare che si snodano per tutta l'Italia, isole comprese. 
Due di queste gare sono su sterrato, mentre le altre su asfalto. Al Campionato Italiano partecipano tutte le auto, ad esclusione delle WRC e delle Kit Car superiori a 1600 di cilindrata, che non sono ammesse.

## Le vetture
Le vetture di punta usate in questo campionato sono le S2000 che sono dotate di trazione integrale e motori aspirati non superiori a 2000 cm³. Le vetture di questa categoria sono la Peugeot 207, la Grande Punto Abarth), la Škoda Fabia S2000, la Ford Fiesta S2000) e la Proton Satria S2000.
Dopo le S2000 troviamo le N4 (Gruppo N), auto con motori turbo e cilindrata 2500+ dove gareggiano le Mitsubishi Lancer EVO 9-10, le Subaru Impreza e, da quest'anno, la Renault Mégane Rs (unica ad essere provvista di sola trazione anteriore). Da quest'anno possono concorrere, anche se trasparenti ai fini della classifica, anche le Regional Rally Car (RRC) che vedono impegnare sulle strade italiane la Mini JC Countryman con il pilota Andrea Perego.
In grande crescita anche il gruppo R, con la presenza di Clio R3C, Citroën DS3 R3, Peugeot 207 R3, Citroën C2 R2B, Abarth 500 R3T, Ford Fiesta R2, Renault Twingo R2B, Škoda Fabia R2 e Renault Twingo R1B.

## Il calendario
La stagione 2011 include 8 prove, come nel 2010. I rally dell'Adriatico, San Marino, Sanremo e Como escono dal calendario, mentre ritornano i rally di San Martino di Castrozza, del Ciocco-Valle del Serchio, Targa Florio e San Crispino.
Andreucci si conferma campione per la sesta volta, vincendo sette delle otto gare del calendario.
| Tappa | Data            | Rally                                   | Sede Rally                                | Validità    | Vincitore       |
| ----- | --------------- | --------------------------------------- | ----------------------------------------- | ----------- | --------------- |
| 01    | 25-27 marzo     | Rally del Ciocco                        | Castelnuovo Garfagnana                    | JUN/PRO/IND | Paolo Andreucci |
| 02    | 14-16 aprile    | Rally 1000 Miglia                       | Brescia                                   | JUN/PRO     | Paolo Andreucci |
| 03    | 05-7 maggio     | Rally Costa Smeralda                    | Olbia                                     | PRO/IND     | Paolo Andreucci |
| 04    | 02-4 giugno     | Rally Targa Florio                      | Campofelice di Roccella - Termini Imerese | JUN/PRO     | Paolo Andreucci |
| 05    | 16-18 giugno    | Rally del Salento                       | Lecce                                     | JUN/PRO/IND | Paolo Andreucci |
| 06    | 14-16 luglio    | Rally San Crispino-Città di Gubbio      | Gubbio                                    | PRO/IND     | Paolo Andreucci |
| 07    | 01-3 settembre  | Rally del Friuli e delle Alpi Orientali | Cividale del Friuli                       | JUN/PRO     | Luca Rossetti   |
| 08    | 15-17 settembre | Rally di San Martino di Castrozza       | San Martino di Castrozza                  | JUN/PRO/IND | Paolo Andreucci |

## Iscritti
CIR Assoluto
| Team                        | Costruttore | Auto                      | Pilota               | Co-pilota                                       | Gomme | Gare      |
| --------------------------- | ----------- | ------------------------- | -------------------- | ----------------------------------------------- | ----- | --------- |
| Peugeot Italia-Racing Lions | Peugeot     | Peugeot 207 S2000         | Paolo Andreucci      | Anna Andreussi                                  | P     | 1-8       |
| Erreffe Team                | Peugeot     | Peugeot 207 S2000         | Rudy Michelini       | Perna Michele                                   | P     | 1,2       |
| PA Racing                   | Peugeot     | Peugeot 207 S2000         | Alessandro Perico    | Fabrizio Carrara                                | P     | 1-5,7-8   |
| Turbomark Team              | Peugeot     | Peugeot 207 S2000         | Giuseppe Fugazzotto  | Giovanni Lo Neri Giancarla Guzzi                | P     | 1,2 4     |
| Delta Rally                 | Peugeot     | Peugeot 207 S2000         | Franco Cunico        | Rudy Pollet                                     | P     | 1-2,4-8   |
| Vieffecorse                 | Peugeot     | Peugeot 207 S2000         | Elwis Chentre        | Angelo Carlo Canova Igor D'Herin                | P     | 1-2,4-5 3 |
| Zerosette Racing            | Peugeot     | Peugeot 207 S2000         | Alessio Pisi         | Fabio Cadore                                    | P     | 1-2,4-5,8 |
| ACN Forza di Polizia        | Proton      | Proton Satria S2000       | Roberto Rossi        | Giulia Busseni                                  | BF    | 2         |
| Trico Motorsport            | Abarth      | Abarth Grande Punto S2000 | Luca Rossetti        | Matteo Chiarcossi                               | BF    | 1-8       |
| A-Style Team                | Ford        | Ford Fiesta S2000         | Umberto Scandola     | Guido D'Amore                                   | M     | 1-8       |
| Vomero Racing               | Mitsubishi  | Mitsubishi Lancer Evo X   | Maurizio Angrisani   | Marco Polliccino                                | P     | 1-7       |
| Marco Vallario              | Mitsubishi  | Mitsubishi Lancer Evo X   | Marco Vallario       | Manuela Di Lorenzo                              | P     | 1,3-8     |
| Rally Project               | Mitsubishi  | Mitsubishi Lancer Evo X   | Massimiliano Rendina | Simona Girelli Massimo Pizzuti Emanuele Inglesi | P     | 1-3 4 5-6 |
| Maverik Rally               | Subaru      | Subaru Impreza N15        | Gianluca Vita        | Flavio Zanella                                  | TBA   | 1         |
| Gruppo Happy Racer          | Renault     | Renault Megane N4         | Daniele Griotti      | Corrado Bonato                                  | P     | 1-2,4     |
| Lanterna Corse              | Renault     | Renault Megane N4         | Andrea Mezzogorri    | Roberta Baldini                                 | P     | 1,2,8     |
| Rubicone Corse              | Mitsubishi  | Mitsubishi Lancer EVO IX  | Fabio Gianfico       | Liberato Mongillo                               | TBA   | 1-7       |

Campionato Italiano Junior
| Team             | Costruttore | Auto             | Pilota             | Co-pilota                       | Gomme | Gare        |
| ---------------- | ----------- | ---------------- | ------------------ | ------------------------------- | ----- | ----------- |
| Eurospeed        | Renault     | Renault Clio R3C | Fabrizio Andolfi   | Patrizio Boero                  | P     | 1,2         |
| Pro Rally 2011   | Renault     | Renault Clio R3C | Marta Bariani      | Erica Pogliano                  | P     | 1,2         |
| Meteco Corse     | Renault     | Renault Clio R3C | Alessandro Bosca   | Roberto Aresca                  | P     | 1-2,4,7-8   |
| Power Car Team   | Renault     | Renault Clio R3C | Andrea Carella     | Ilaria Rolfo                    | P     | 1-2,4,7-8   |
| RS Sport         | Renault     | Renault Clio R3C | François Fraymouth | Mickaal Zaru                    | P     | 1,2         |
| PA Racing        | Renault     | Renault Clio R3C | Andrea Nucita      | Giuseppe Princiotto Sara Cotone | P     | 1,2,5,7-8 4 |
| Omega RT         | Renault     | Renault Clio R3C | Davide Pighi       | Francesco Orian                 | P     | 1,2         |
| New Turbomark    | Renault     | Renault Clio R3C | Marco Signor       | Patrick Bernardi                | P     | 1,2,5,7-8   |
| Best Racing Team | Renault     | Renault Clio R3C | Ivan Ferrarotti    | Manuel Fenoli                   | P     | 1,2,5,7-8   |
| Phoenix          | Renault     | Renault Clio R3C | Giuseppe Nucita    | Giuseppe Princiotto             | P     | 4           |
| Procar           | Citroën     | Citroën DS3 R3   | Andrea Crugnola    | Roberto Mometti                 | P     | 2,4-6,8     |
| Procar           | Citroën     | Citroën DS3 R3   | Simone Campedelli  | Danilo Fappani                  | P     | 2,5-8       |
| CAR Racing       | Ford        | Ford Fiesta R2   | Lucia Penserini    | Manuela Micheletti              | P     | 1,2,5,8     |

Equipaggi non iscritti a campionato
| Team                      | Costruttore | Auto                  | Pilota              | Co-pilota          | Gomme | Gare    |
| ------------------------- | ----------- | --------------------- | ------------------- | ------------------ | ----- | ------- |
| Grifone                   | Mini        | Mini Coopers 1.6T RRC | Andrea Perego       | Mauro Pizzutti     | P     | 1,5-6,7 |
| Antonin Tlustak           | Škoda       | Škoda Fabia S2000     | Antonin Tlustak     | Jan Skaloud        | P     | 2       |
| Island Motorsport         | Škoda       | Škoda Fabia S2000     | Renato Travaglia    | Lorenzo Granai     | M     | 2       |
| Dimitar Iliev             | Škoda       | Škoda Fabia S2000     | Dimitar Iliev       | Yanaki Yanakiev    | M     | 2       |
| Cernasit Rally            | Ford        | Ford Fiesta S2000     | Michal Solowow      | Maciek Baran       | P     | 2       |
| Castrol TWR               | Ford        | Ford Fiesta S2000     | Maciej Olekspwicz   | Andrzej Obrebowski | M     | 2       |
| Twister Corse             | Peugeot     | Peugeot 207 S2000     | Piero Longhi        | Luigi Pirollo      | Y     | 2-3,6   |
| Concordia Motorsport      | Peugeot     | Peugeot 207 S2000     | Salvatore Riolo     | Maurizio Marin     | P     | 4       |
| FriulMotor                | Peugeot     | Peugeot 207 S2000     | Marco Runfola       | Giovanni Lo Neri   | P     | 4       |
| Scuderia Piloti Salentini | Peugeot     | Peugeot 207 S2000     | Francesco Rizziello | Fernando Sorano    | P     | 5       |
| Car Racing                | Peugeot     | Peugeot 207 S2000     | Alessandro Taddei   | Andrea Gaspari     | P     | 8       |
| Hawn Racing Club          | Peugeot     | Peugeot 207 S2000     | Edoardo Bresolin    | Marco Zotea        | P     | 8       |

## Risultati e classifiche
Fin dall'inizio della stagione Paolo Andreucci in coppia con Anna Andreussi e alla guida di una Peugeot 207 S2000 si è dimostrato il pilota maggiormente competitivo, aggiudicandosi il successo in tutte le prime prove e ottenendo matematicamente, con largo anticipo sulla conclusione del campionato, il titolo nazionale assoluto piloti.

### Risultati
| Colore  | Superficie Rally |
| ------- | ---------------- |
| Oro     | Ghiaia           |
| Argento | Asfalto          |

| Round | Nome rally                                               | Podio | Podio            | Podio                     | Podio     | Statistiche | Statistiche | Statistiche | Statistiche |
| Round | Nome rally                                               | Pos.  | Pilota           | Auto                      | Tempo     | Tappe       | Lungh.      | Partiti     | Arrivati    |
| ----- | -------------------------------------------------------- | ----- | ---------------- | ------------------------- | --------- | ----------- | ----------- | ----------- | ----------- |
| 1     | Rally del Ciocco (25-27 marzo)                           | 1     | Paolo Andreucci  | Peugeot 207 S2000         | 1:34:15.7 | 13          | 149.25 km   | 70          | 43          |
| 1     | Rally del Ciocco (25-27 marzo)                           | 2     | Luca Rossetti    | Grande Punto Abarth S2000 | 1:34:38.1 | 13          | 149.25 km   | 70          | 43          |
| 1     | Rally del Ciocco (25-27 marzo)                           | 3     | Elwis Chentre    | Peugeot 207 S2000         | 1:35:13.1 | 13          | 149.25 km   | 70          | 43          |
|       |                                                          |       |                  |                           |           |             |             |             |             |
| 2     | Rally 1000 Miglia (14-16 aprile)                         | 1     | Paolo Andreucci  | Peugeot 207 S2000         | 2:56.43.9 | 14          | 259.30 km   | 91          | 43          |
| 2     | Rally 1000 Miglia (14-16 aprile)                         | 2     | Luca Rossetti    | Grande Punto Abarth S2000 | 2:57.17.3 | 14          | 259.30 km   | 91          | 43          |
| 2     | Rally 1000 Miglia (14-16 aprile)                         | 3     | Renato Travaglia | Škoda Fabia S2000         | 2:58.34.6 | 14          | 259.30 km   | 91          | 43          |
|       |                                                          |       |                  |                           |           |             |             |             |             |
| 3     | Rally Costa Smeralda (05-7 maggio)                       | 1     | Paolo Andreucci  | Peugeot 207 S2000         | 1:33:13.6 | 8           | 138,59 km   | 42          | 23          |
| 3     | Rally Costa Smeralda (05-7 maggio)                       | 2     | Umberto Scandola | Ford Fiesta S2000         | 1:33:49.3 | 8           | 138,59 km   | 42          | 23          |
| 3     | Rally Costa Smeralda (05-7 maggio)                       | 3     | Luca Rossetti    | Grande Punto Abarth S2000 | 1:33:52.1 | 8           | 138,59 km   | 42          | 23          |
|       |                                                          |       |                  |                           |           |             |             |             |             |
| 4     | Rally Targa Florio (2–4 giugno)                          | 1     | Paolo Andreucci  | Peugeot 207 S2000         | 1:37:47.9 | 12          | 161.25 km   | 65          | 47          |
| 4     | Rally Targa Florio (2–4 giugno)                          | 2     | Umberto Scandola | Ford Fiesta S2000         | 1:38:25.7 | 12          | 161.25 km   | 65          | 47          |
| 4     | Rally Targa Florio (2–4 giugno)                          | 3     | Marco Runfola    | Peugeot 207 S2000         | 1:38:36.7 | 12          | 161.25 km   | 65          | 47          |
|       |                                                          |       |                  |                           |           |             |             |             |             |
| 5     | Rally del Salento (16-18 giugno)                         | 1     | Paolo Andreucci  | Peugeot 207 S2000         | 1:44:05.6 | 13          | 152.46 km   | 49          | 33          |
| 5     | Rally del Salento (16-18 giugno)                         | 2     | Alessio Pisi     | Peugeot 207 S2000         | 1:44:24.7 | 13          | 152.46 km   | 49          | 33          |
| 5     | Rally del Salento (16-18 giugno)                         | 3     | Umberto Scandola | Ford Fiesta S2000         | 1:45:15.3 | 13          | 152.46 km   | 49          | 33          |
|       |                                                          |       |                  |                           |           |             |             |             |             |
| 6     | Rally San Crispino-Città di Gubbio (14-16 luglio)        | 1     | Paolo Andreucci  | Peugeot 207 S2000         | 1:28:13.2 | 10          | 120.26 km   | 46          | 32          |
| 6     | Rally San Crispino-Città di Gubbio (14-16 luglio)        | 2     | Franco Cunico    | Peugeot 207 S2000         | 1:30:24.7 | 10          | 120.26 km   | 46          | 32          |
| 6     | Rally San Crispino-Città di Gubbio (14-16 luglio)        | 3     | Fabio Gianfico   | Mitsubishi Lancer Evo IX  | 1:31:16.9 | 10          | 120.26 km   | 46          | 32          |
|       |                                                          |       |                  |                           |           |             |             |             |             |
| 7     | Rally del Friuli e delle Alpi Orientali (01–3 settembre) | 1     | Luca Rossetti    | Abarth Grande Punto S2000 | 1:39:39.9 | 14          | 158.82 km   | 52          | 37          |
| 7     | Rally del Friuli e delle Alpi Orientali (01–3 settembre) | 2     | Paolo Andreucci  | Peugeot 207 S2000         | 1:40:08.6 | 14          | 158.82 km   | 52          | 37          |
| 7     | Rally del Friuli e delle Alpi Orientali (01–3 settembre) | 3     | Andrea Perico    | Peugeot 207 S2000         | 1:42:16.8 | 14          | 158.82 km   | 52          | 37          |
|       |                                                          |       |                  |                           |           |             |             |             |             |
| 8     | Rally San Martino di Castrozza (15-17 settembre)         | 1     | Paolo Andreucci  | Peugeot 207 S2000         | 1:54:12.9 | 13          |             | 48          | 29          |
| 8     | Rally San Martino di Castrozza (15-17 settembre)         | 2     | Luca Rossetti    | Grande Punto Abarth S2000 | 1:54:17.6 | 13          |             | 48          | 29          |
| 8     | Rally San Martino di Castrozza (15-17 settembre)         | 3     | Franco Cunico    | Peugeot 207 S2000         | 1:57:09.7 | 13          |             | 48          | 29          |
|       |                                                          |       |                  |                           |           |             |             |             |             |

### Classifica campionato piloti assoluta
| Pos | Pilota             | CIO | MMM | CSM | TFL | SAL | SCR | AAP | SMC | Pts     |
| --- | ------------------ | --- | --- | --- | --- | --- | --- | --- | --- | ------- |
| 1   | Paolo Andreucci    | 25  | 25  | 25  | 25  | 25  | 25  | 18  | 25  | 193/175 |
| 2   | Luca Rossetti      | 18  | 18  | 15  | 0   | 12  | 0   | 25  | 18  | 106     |
| 3   | Gianfranco Cunico  | 8   | 12  | 0   | 15  | 10  | 18  | 0   | 15  | 78      |
| 4   | Alessandro Perico  | 10  | 15  | 10  | 10  | 8   | 0   | 15  | 10  | 78      |
| 5   | Umberto Scandola   | 12  | 0   | 18  | 18  | 15  | 0   | 0   | 0   | 63      |
| 6   | Simone Campedelli  | 0   | 6   | 12  | 4   | 4   | 10  | 12  | 8   | 56      |
| 7   | Alessio Pisi       | 6   | 8   | 0   | 6   | 18  | 0   | 0   | 12  | 50      |
| 8   | Elwis Chentre      | 15  | 10  | 0   | 12  | 0   | 0   | 0   | 0   | 37      |
| 9   | Fabio Gianfico     | 0   | 0   | 8   | 2   | 0   | 15  | 8   | 0   | 33      |
| 10  | Andrea Nucita      | 2   | 4   | 0   | 8   | 0   | 0   | 10  | 0   | 24      |
| 11  | Maurizio Angrisani | 4   | 2   | 6   | 0   | 6   | 0   | 0   | 0   | 18      |
| 12  | Antonio Pascale    | 0   | 0   | 0   | 0   | 0   | 12  | 0   | 4   | 16      |
| 13  | Andrea Crugnola    | 0   | 0   | 0   | 1   | 0   | 8   | 0   | 2   | 11      |
| 14  | Marco Vallario     | 0   | 0   | 4   | 0   | 0   | 6   | 0   | 1   | 11      |
| 15  | Andrea Carella     | 0   | 0   | 0   | 0   | 0   | 0   | 0   | 6   | 6       |
| 16  | Ivan Ferrarotti    | 1   | 0   | 0   | 0   | 2   | 0   | 0   | 0   | 3       |
| 17  | Marco Signor       | 0   | 1   | 0   | 0   | 1   | 0   | 0   | 0   | 2       |
| Pos | Pilota             | CIO | MMM | CSM | TFL | SAL | SCR | AAP | SMC | Pts     |

### Classifica costruttori
| Pos | Team           | CIO | MMM | CSM | TFL | SAL | SCR | AAP | SMC | Pts |
| --- | -------------- | --- | --- | --- | --- | --- | --- | --- | --- | --- |
| 1   | Peugeot        | 40  | 37  | 37  | 40  | 43  | 43  | 33  | 40  | 313 |
| 2   | Abarth         | 18  | 18  | 15  | 0   | 12  | 2   | 25  | 18  | 110 |
| 3   | Ford A-Style   | 12  | 0   | 24  | 18  | 15  | 6   | 0   | 0   | 75  |
| 4   | Citroën Italia | NP  | 1   | 10  | NP  | 6   | 10  | 12  | 8   | 47  |
| 5   | Renault        | 6   | 0   | 2   | 2   | 3   | 1   | 18  | 3   | 35  |
| 6   | Skoda Italia   | NP  | 17  | 0   | NP  | NP  | 0   | NP  | NP  | 17  |
| Pos | Pilota         | CIO | MMM | CSM | TFL | SAL | SCR | AAP | SMC | Pts |

### Produzione
Concorreranno all'aggiudicazione del Campionato soltanto le vetture di Gruppo N (con esclusione delle vetture Super 2000 (2.0 Atmosferico,
1.6 Turbo)/R4).
Potranno concorrere all'aggiudicazione del Campionato Italiano Produzione soltanto i Conduttori che saranno stati iscritti preventivamente
al Campionato stesso.
In base alla classifica generale delle vetture di Gruppo N (con esclusione delle vetture Super 2000/R4), ai conduttori iscritti al Campionato sarà
assegnato, con classifica a stralcio, il seguente punteggio: 25-18-15-12-10-8-6-4-2-1.
La classifica finale sarà stabilita, per ciascun conduttore, sommando i migliori 7 risultati
| Pos | Pilota               | CIO | MMM | CSM | TFL | SAL | SCR | AAP | SMC | Pts |
| --- | -------------------- | --- | --- | --- | --- | --- | --- | --- | --- | --- |
| 1   | Fabio Gianfico       | 12  | RIT | 25  | 25  | 18  | 25  | 25  | NP  | 130 |
| 2   | Maurizio Angrisani   | 25  | 25  | 18  | RIT | 25  | RIT | RIT | NP  | 93  |
| 3   | Marco Vallario       | RIT | RIT | 15  | 10  | RIT | 15  | 18  | 18  | 76  |
| 4   | Antonio Pascale      | RIT | RIT | RIT | 18  | RIT | 18  | NP  | 25  | 61  |
| 5   | Massimiliano Rendina | RIT | 18  | RIT | 15  | RIT | NP  | NP  | NP  | 33  |
| 6   | Daniele Griotti      | 15  | NP  | NP  | 12  | NP  | NP  | NP  | NP  | 27  |
| 6   | Andrea Mezzogori     | 18  | NP  | NP  | NP  | NP  | NP  | NP  | NP  | 18  |
| Pos | Pilota               | CIO | MMM | CSM | TFL | SAL | SCR | AAP | SMC | Pts |

### Junior
Concorreranno all'aggiudicazione del Campionato soltanto le vetture di Gruppo R (limitatamente alle R3,R2,R1).
Potranno concorrere all'aggiudicazione del Campionato Italiano Junior soltanto i Conduttori che saranno stati iscritti preventivamente al
Campionato stesso e che rientrino nella definizione di Under 28 (Conduttori nati dopo il 31 dicembre 1982).
In base alla classifica generale delle vetture di Gruppo R (limitatamente alle R3,R2,R1), ai conduttori iscritti al Campionato sarà assegnata, con
classifica a stralcio, il seguente punteggio: 25-18-15-12-10-8-6-4-2-1, a cui verrà sommato identico punteggio in base alla classifica di ogni classe
(R3C,R3T,R3D,R2C,R2B,R1B e R1A). Nel caso una classe abbia meno di tre partenti, il numero dei punti attribuiti alla classifica della stessa sarà
diviso per due.
La classifica finale sarà stabilita, per ciascun conduttore, sommando i migliori 5 risultati
| Pos | Pilota            | CIO  | MMM  | TFL  | SAL  | AAP  | SMC  | Pts |
| --- | ----------------- | ---- | ---- | ---- | ---- | ---- | ---- | --- |
| 1   | Simone Campedelli | NP   | 37,5 | 30,5 | 37,5 | 37,5 | 50   | 193 |
| 2   | Andrea Nucita     | 50   | 43   | 50   | 22   | 27   | RIT. | 192 |
| 3   | Marco Signor      | 22   | 33   | NP   | 43   | 43   | 27   | 168 |
| 4   | Andrea Carella    | 36   | 27   | 30   | RIT. | RIT  | 43   | 136 |
| 5   | Fabrizio Andolfi  | 30   | 20   | NP   | 27   | NP   | NP   | 77  |
| 6   | Alessandro Bosca  | RIT. | RIT. | RIT. | NP   | 33   | 33   | 66  |
| 7   | Andrea Crugnola   | NP   | 19   | 24   | RIT. | NP   | 23   | 66  |
| 8   | Fabrizio Ferrari  | NP   | RIT. | NP   | 33   | RIT. | 28   | 61  |
| 9   | Lucia Penserini   | 24,5 | RIT. | NP   | 20,5 | NP   | RIT. | 45  |
| Pos | Pilota            | CIO  | MMM  | TFL  | SAL  | AAP  | SMC  | Pts |